# David Hedengren
David Hedengren, född 12 februari 1858, död 29 maj 1946, var en svensk militär. Han var son till Olof Hedengren, bror till Gabriel Hedengren och far till Gösta Hedengren.

## Biografi
Hedengren blev underlöjtnant vid Svea artilleriregemente 1877, major 1900, överstelöjtnant vid Norrlands artilleriregemente 1903, överste och tillförordnad chef för Svea artilleriregemente 1905 och för Smålands artilleriregemente 1906, ordinarie chef där 1908. Han blev generalmajor, generalfälttygmästare och inspektör för artilleriet 1915, inspektör för militärläroverken 1919, generallöjtnant 1922 och erhöll avsked 1923.
Hedengren var artilleristabsofficer 1886–1898, militärattaché i Paris 1895–1897, i Sankt Petersburg 1900–1903 samt chef för fältartilleriets skjutskola 1905–1906. Han var ledamot av ett flertal kommittéer, bland annat centrala förvaltningskommittén 1905, artillerikommittén 1887, 1890 och 1891, sistnämnda år som sekreterare, 1905–1906 som ordförande samt teknisk delegerad vid andra fredkonferensen i Haag 1907 och sakkunnig vid utarbetande av krigsförvaltningsregleringen 1909–1911. År 1920 företog Hedengren en militär studieresa till Frankrike.
År 1903 blev Hedengren ledamot av andra klassen av Krigsvetenskapsakademien och 1915 ledamot av första klassen.
Han var farbror till Sven Hedengren. David Hedengren är begravd på Solna kyrkogård.

## Utmärkelser

### Svenska utmärkelser
- Kommendör med stora korset av Svärdsorden, 6 juni 1922.[7]

### Utländska utmärkelser
- Kommendör av första graden av Danska Dannebrogorden, senast 1925.[8]
- Kommendör av första klassen av Finlands Vita Ros’ orden, senast 1925.[8]
- Kommendör av Nederländska Oranien-Nassauorden, senast 1925.[8]
- Medaille van de Tweede Internationale Vredesconferentie, senast 1907[9]
- Riddare av andra klassen av Ryska Sankt Annas orden, senast 1925.[8]
- Riddare av andra klassen av Ryska Sankt Stanislausorden, senast 1925.[8]
- Riddare av Franska Hederslegionen, senast 1925.[8]